# Expedición Thornton

Fernando I de Médici ordenó una expedición para crear un asentamiento toscano en el territorio de la actual Guayana Francesa.

La expedición Thornton fue una expedición toscana mandada en 1608 bajo el mandato del capitán Robert Thornton. Thornton, pese a su nacionalidad inglesa, había sido comisionado por Fernando I de Médici para explorar el norte de Brasil y el río Amazonas y preparar el establecimiento de un asentamiento en América del Sur como base para la exportación de madera brasileña a la Italia de Renacimiento. El área que Thornton consideró como posible ubicación para la colonia se encuentra en el territorio de la actual Guayana francesa, cerca de Cayena, aunque no sería colonizado por Francia hasta 1630. La expedición fue el único intento de un estado italiano por colonizar América.
La región del Amazonas había sido previamente visitada por exploradores y comerciantes europeos durante el siglo precedente. Robert Harcourt había establecido una colonia inglesa en Guayana en 1608, que sobrevivió varios años en el río Oyapoque. William Davies, cirujano de la expedición de Thornton, anotó que esperaban encontrar el Amazonas navegando al sur desde las Indias Occidentales hasta "... ver el cambio del mar a un color rojizo, con el agua volviéndose fresca. Por esos signos verás que puedes seguir tu curso con vigor[sic]."
Partiendo de Livorno en septiembre de 1608 con dos barcos (el Santa Lucia y una embarcación auxiliar), Thornton regresó al mismo puerto a finales de junio de 1609, completando el viaje sin perder un solo hombre según su relato. Trajo con él a Toscana cinco o seis indígenas, la mayoría de los cuales murieron de viruela. Sólo uno logró sobrevivir y permaneció en la corte de los Medici varios años, llegando a aprender toscano. Los indígenas a menudo mencionaban la riqueza y fertilidad de su tierra nativa, hablando de un país rico en plata y oro. Thornton corroboró sus relatos y afirmó que el país era rico en palo de rosa, caña de azúcar, pimienta blanca, bálsamo, algodón y muchas otras mercancías que soportarían un rico comercio para el gran ducado toscano.